# Лоренс Гонзі
Лоуренс Гонці (англ. Lawrence Gonzi; нар. 1 липня 1953, Валлетта) — мальтійський державний і політичний діяч.

## Рання біографія
Закінчив юридичний факультет Мальтійського університету в 1975. Працював у приватній юридичній фірмі. Активно брав участь в русі на захист прав інвалідів. Був головою Національної комісії у справах осіб з обмеженими можливостями в 1987–1994.

## Політична кар'єра
З 1988 депутат парламенту від Націоналістичної партії. Був головою Палати представників Мальти в 1988–1996. Після поразки націоналістичної партії на виборах 1996 був обраний парламентським секретарем фракції, а наступного року — генеральним секретарем партії. Після того, як у 1998 році його партія повернулася до влади, отримав в уряді Едварда Фенек Адамі портфель міністра соціальної політики. У 2003 його обов'язки були розширені і до портфеля міністра він отримав посаду заступника прем'єр-міністра.

## Прем'єр-міністр
Став прем'єр-міністром Мальти в березні 2004, після того, як багаторічний голова уряду Фенек Адамі був обраний президентом країни. У роки керівництва Гонці урядом Мальта увійшла у квітні 2004 до складу ЄС, і успішно приєдналася до євро зоні 1 січня 2008.
У 2008 Гонці привів партію до перемоги на чергових парламентських виборах і знову сформував кабінет. Другий уряд Гонці впало 10 грудня 2012 після того, як в ході голосування в парламенті за бюджет країни втратило більшість. Лоренц Гонці змушений був оголосити про розпуск палати депутатів і проведення у березні 2013 нових виборів.
Вибори 9 березня 2013 року принесли поразку і після 15 років перебування у владі Націоналістична партія пішла в опозицію. На посту прем'єр-міністра країни його змінив один з наймолодших керівників глав держав та урядів у світі Джозеф Мускат.